# 三浦新 (技術者)
三浦 新（みうら しん、1910年1月8日 - 1996年8月8日）は、日本の工学者。玉川大学教授。

## 経歴
1910年、東京生まれ。東京府立第四中学校（現・東京都立戸山高等学校）、東京工業大学卒業。三井化学を経て、玉川大学工学部教授。長年に渡り品質管理の普及に尽力した。1952年、デミング賞受賞。1980年、藍綬褒章受章。

## 功績
第2次世界大戦終戦直後、戦後復興を目指し、1945年に日本規格協会、1946年に日本科学技術連盟（Japanese Union of 
Scientists and Engineers、以下JUSE）がそれぞれ活動を開始した。1948年にJUSEに設立された統計的品質管理調査委員会メンバーとして、朝香鐵一、石川馨、河田龍夫、茅野健、西堀榮三郎、増山元三郎、水野滋らとともに活動を開始し、戦後復興を目指す日本産業界に品質管理の普及を行った。その後、東南アジアなどの発展途上諸国において、TQC（Total Quality Control、全社的品質管理）の指導を行った。

## 著書
- QCテーブル-品質管理の数値表と使い方(丸善1953年)
- 工場における官能検査の進め方(日本科学技術連盟1966年)
- QCドリル-品質管理の計算演習(丸善1967年)
- QCテストブック(日本規格協会1970年)
- TQC用語辞典(日本規格協会1985年)

## 家族・親族
- 長男　三浦登 - 東京大学名誉教授